# Liste des tournées de Led Zeppelin
Cet article présente une liste des tournées du groupe de rock Led Zeppelin entre 1968 à 1980. 
1980 est la date de la séparation du groupe dû au décès du batteur John Bonham. Le premier concert est joué le 7 septembre 1968 à Gladsaxe au Danemark sous le nom de groupe les The Yardbirds. Le dernier concert est joué à Berlin, le 7 juillet 1980.

## Chronologie
| - Septembre 1968 – Led Zeppelin Scandinavian Tour 1968 - Octobre–Décembre 1968 – Led Zeppelin United Kingdom Tour 1968 - Décembre 1968-Février 1969 – Led Zeppelin North American Tour 1968–1969 - Mars–Avril 1969 – Led Zeppelin United Kingdom and Scandinavian Tour 1969 - Avril–Mai 1969 – Led Zeppelin North American Tour Spring 1969 - Juin 1969 – Led Zeppelin United Kingdom Tour Summer 1969 - Juillet–Août 1969 – Led Zeppelin North American Tour Summer 1969 - Octobre 1969 – Led Zeppelin European Tour Autumn 1969 - Octobre–Décembre 1969 – Led Zeppelin North American Tour Autumn 1969 - Janvier 1970 – Led Zeppelin United Kingdom Tour 1970 - Février–Mars 1970 – Led Zeppelin European Tour 1970 - Mars–Avril 1970 – Led Zeppelin North American Tour Spring 1970 - Juin–Juillet 1970 – Led Zeppelin Tour of Iceland, Bath and Germany, Summer 1970 - Août–Septembre 1970 – Led Zeppelin North American Tour Summer 1970 - Mars–Avril 1971 – Led Zeppelin United Kingdom Tour Spring 1971 | - Mai–Août 1971 – Led Zeppelin European Tour 1971 - Août–Septembre 1971 – Led Zeppelin North American Tour 1971 - Septembre 1971 – Led Zeppelin Japanese Tour 1971 - Novembre–Décembre 1971 – Led Zeppelin United Kingdom Tour Winter 1971 - Février 1972 – Led Zeppelin Australasian Tour 1972 - Mai–Juin 1972 – Led Zeppelin North American Tour 1972 - Octobre 1972 – Led Zeppelin Japanese Tour 1972 - Octobre 1972-January 1973 – Led Zeppelin United Kingdom Tour 1972/1973 - Mars–Avril 1973 – Led Zeppelin European Tour 1973 - Mai–Juillet 1973 – Led Zeppelin North American Tour 1973 - Janvier–Mars 1975 – Led Zeppelin North American Tour 1975 - Mai 1975 – Earls Court 1975 - Avril–Juillet 1977 – Led Zeppelin North American Tour 1977 - Août 1979 – Knebworth Festival 1979 - Juin–Juillet 1980 – Tour Over Europe 1980 |